# Aechmea bauxilumii
Espèce
Classification phylogénétique
Aechmea bauxilumii est une espèce de plantes à fleurs de la famille des Bromeliaceae, endémique du Venezuela.

## Distribution et habitat

### Distribution
La zone de distribution n'est pas connue avec précision mais l'espèce a été découverte dans la municipalité de Cedeño dans l'État de Bolívar, entre la mine de bauxite et la campement de la compagnie exploitante CVG-Bauxilum dans la paroisse civile de Pijiguaos, dont elle tire son épithète en raison du soutien de cette compagnie dans la collecte d'espèces locales et la création d'un petit herbier.

### Habitat
L'espèce croit sur les pentes rocheuses des forêts tropicales à proximité de la mine.

## Description
L'espèce est remarquable par la couleur violet foncé de ses bractées.